# LOVE WAY
「LOVE WAY」（ラブ・ウェイ）は、日本のシンガーソングライターである尾崎豊の8作目のシングル。
1990年10月21日にCBS・ソニーからリリースされた。作詞・作曲およびプロデュースは尾崎が行い、尾崎による初のセルフプロデュース作品となった。マザーアンドチルドレンからの移籍第一弾として、前作「太陽の破片」（1988年）よりおよそ2年4か月ぶりのリリースとなり、5枚目のアルバム『誕生』（1990年）からの先行シングルとなった。
覚醒剤体験を綴った尾崎による同名の短編小説『LOVE WAY』と重複する表現があり、尾崎は共同幻想によって個体がそれぞれ同じ一つの物事に突き進む事で全ての虚像を突き抜けるという内容をテーマにしたと述べている。編曲を担当した星勝によるタイトなデジタルビートと膨大な言葉数の畳みかけるような歌詞が特徴となっている。シングルジャケットのアートワークも尾崎本人が担当している。
オリコンチャートでは最高位2位となった。批評家達からは、尾崎自身の体験に即しすぎているといった意見や難解な言葉を無理解なまま多用しているとした意見など否定的な評価が見受けられた。

## 背景
1988年9月1日に2年9か月ぶりとなるオリジナル・アルバム『街路樹』をリリースし、9月12日には一夜限りの復活コンサートとなった東京ドーム単独公演「LIVE CORE」を実施した尾崎であったが、東京ドーム公演の3日後には所属事務所のマザーエンタープライズに辞表を提出。決別の理由は表向きには金銭的なトラブルとされているが、最も重要な理由は古巣であるソニー専属の須藤晃との共同作業を望んだことであると推測された。しかし、契約上は残り1年分が残っていたため正式な決別は1年後となった。それ以降、尾崎はマザー・エンタープライズとは一度もコンタクトを取る事はなかった。
尾崎は再びかつてのプロデューサーである須藤との共同製作を希望し、古巣であるCBSソニーへの移籍を検討していた。また、同時期に『月刊カドカワ』編集長であった見城徹とヒルトンホテルのスポーツクラブで再会。尾崎から復活したいとの要望を受けた見城は当時の『月刊カドカワ』の総力特集にて尾崎を題材とし、まだ作品をリリースしていない状態で復活を遂げていない尾崎をメインに据える形で「尾崎豊 沈黙の行方」と題した特集を強引に組み出版した。結果として、尾崎を特集した『月刊カドカワ』は見城が編集長を務めた7年半の間で最も返本率の少ない号となった。その後見城の勧めにより『月刊カドカワ』誌上で尾崎は小説の連載を始める事となる。マザーエンタープライズとの契約が1年間残っている以上、他社での音楽活動は行う事ができないため、この期間は小説の執筆やインタビューを受ける事しかできない状態であった。
1989年7月には第一子である尾崎裕哉が誕生。その後、須藤の橋渡しにより音楽事務所を浜田省吾の在籍する「ロード&スカイ」に移籍。レコード会社もかつてのCBSソニーへと復籍し、須藤との共同製作が可能となった。

## 録音、制作
尾崎は本作の制作に至った経緯として、当時アマチュアバンドが多数登場し、存在価値を認めてもらうために表面的なアピールが先に立ち、内容が後から付いてくるケースが多かった事に危惧感を抱いた事が切っ掛けであると述べている。尾崎はプロデューサー的発言であると前置きした上で、真実を知る人間が普通の格好で同じ内容を歌う方がよりすごい事になると述べ、それを表現する曲が本作であるという。尾崎はアマチュアバンドの純粋さに気になる点があったと述べ、「わかってもらえないからこそ、妙な恰好をしてみせるとか、妙な振りをしてみせるんじゃなくて、本質を客観的に見てごらんっていうことが、僕はあの曲を作るときに、あった」と述べている。
須藤は本作が英語のタイトルである事が尾崎の曲としては意外であったと述べ、それに対し尾崎は少しでも理解しやすいようにした結果であると述べている。また須藤はリスナーが自身で理解するための手段として本作があると尾崎に対し述べ、尾崎は共同幻想によって個体がそれぞれ同じ一つの物事に突き進む事で全ての虚像を突き抜けると返答し、それがテーマであったと述べている。尾崎は本作の歌詞が難解すぎるという反応に対して、それを聞いてむしろ安堵したと述べた他、補足が必要であるとも述べている。その他に須藤は、本作が2枚目のアルバム『回帰線』（1985年）収録曲の「存在」と同じような形で成長した曲であると述べている。
須藤は歌詞中の「共同条理の原理の嘘」という部分に関して、「人間が自分たちの考えていることをよりわかりやすくするために、ある種の仮定として考えだしたこと」であると解釈した上で、「アルキメデスの原理の嘘」や「ピタゴラスの定理の嘘」でも良かったのではないかと尾崎に提案している。また、須藤は交錯して矛盾していることを歌いたかっために「共同条理の原理の嘘」という歌詞にしたのではないかと指摘した上で、それ以上の表現として「アインシュタインの原理の嘘」を提案したが、尾崎はそれであれば「二つの矛盾した概念をより高い段階で調和させる」という意味で「アウフヘーベンの嘘」にして欲しいと回答している。

## 音楽性と歌詞
尾崎は本作と同名の小説『LOVE WAY』を上梓しており、後に短編集『普通の愛』（1991年、ISBN 9784041867013）に収録された。小説の内容は現実から逸脱したい主人公による覚醒剤体験を綴ったものとなっている。ノンフィクション作家である吉岡忍は著書『放熱の行方』において、歌詞の内容が非常に難解であり、前述の小説を読んだ後であれば多少の理解は可能であると述べている。吉岡は本作の歌詞の解釈として、誰もが究極の愛を求めるがその過程で欲望や矛盾に捉われて善意が相手を傷つけ期待した事は裏切られる、真実など安易に掴む事はできないがそれが人間の生きざまであると述べている。
書籍『地球音楽ライブラリー 尾崎豊』においてライターの落合昇平は、本作が尾崎が見つめている最新の「地図」であると位置付け、その地図上には何一つ確かな物がなく、心は何かが不足し常に満たされず、意味は形を失って愛は卑小なものと化していくという内容であり、「（だとしても）生きていくすべては愛しいものだ」というメッセージが歌われていると述べている。また星によるサウンドアレンジが、タイトなままであるが次第に熱を帯びてくると表現し、「前傾姿勢をとった尾崎の形を伝えている」と述べている。
音楽誌『別冊宝島1009 音楽誌が書かないJポップ批評35 尾崎豊 FOREVER YOUNG』においてフリーライターの河田拓也は、星勝のアレンジによって尾崎がデビュー以前に音楽性として持っていたフォークソングのようなルーツに立ち返り、井上陽水のアルバム『氷の世界』（1973年）収録曲の「氷の世界」を目指したかのようであると指摘した。また、「畳みかけるような言葉のリズム感と、微妙に垢抜けないデジタルビートの組み合わせが妙に生々しく新鮮で、インパクトはあった」とも述べ、歌詞の内容は「人は誰も愛を求めているが、欲望に翻弄され引きずられる。けれどそうした愚かさも生きていくための過程であり、その姿はいじらしく愛しい」と要約している。

## リリース
1990年10月21日にCBS・ソニーから8センチCDおよびカセットテープの2形態でリリースされた。
本作は5枚目のアルバム『誕生』（1990年）からの先行シングルであり、後に同アルバムから「黄昏ゆく街で」（1990年）、「永遠の胸」（1991年）がリカットされている。本作が『誕生』からの第一弾シングルとなった理由として、書籍『地球音楽ライブラリー 尾崎豊』において落合は尾崎が見つめている最新の「地図」を描いた作品であったからではないかと推測し、家庭を持ち活動環境を整備して再出発を目指した作品である『誕生』の1曲目であった事からも、本作を重要視していたのではないかと述べている。

## 批評
本作の歌詞に関して批評家達からは否定的な意見が挙げられている。
書籍『放熱の行方』において吉岡は、本作の意図する所は尾崎のイメージする「地獄絵図」のような現実であると解釈したが、あまりに尾崎自身の体験に即しすぎていると指摘した他、「その極彩色のイメージにもかかわらず、単純で平板にすぎる」と否定的な見解を述べている。音楽誌『別冊宝島1009 音楽誌が書かないJポップ批評35 尾崎豊 FOREVER YOUNG』において河田は、歌詞に関して「観念語をつぎはぎしたようなこなれない言い回しも手伝って、上滑りに響いてしまう」と指摘、その理由として細部に入れ込んで他を無視するような開き直りの態度を取れない尾崎の古風なまじめさが要因であると述べた他、言葉に対して記号的な理解であり全てを把握したつもりになろうとする焦りや地に足のつかない表現が多いとした上で「具体的な相手や場面にこだわってぐっと掘り下げるような、初期の良さはない」と述べた他に「ポーズばかりが空回りしているようだ」と否定的に評価した。

## チャート成績
本作はオリコンチャートにおいて最高位2位、登場回数は10回、売り上げ枚数は13.6万枚となった。

## ライブ・パフォーマンス
本作は生前最後となった全国コンサートツアー「TOUR 1991 BIRTH」において13曲目、「"BIRTH" スタジアム・ツアー <THE DAY>」において11曲目に演奏された。
アルバム『誕生』収録曲の内、本作はライブ時にスタジオ音源と最も趣向が異なった演奏となっており、ブリッジが長くされてその箇所に尾崎の囁きや叫びが追加され、尾崎による英語のメッセージがディレイによって会場に響くように繰り返される演出が施された。

## カバー
- 大森洋平 - 『"BLUE" A TRIBUTE TO YUTAKA OZAKI』（2004年）[21]

## シングル収録曲
| 全作詞・作曲: 尾崎豊。 |                     |           |            |                                      |      |
| #                      | タイトル            | 作詞      | 作曲・編曲 | 編曲                                 | 時間 |
| 1.                     | 「LOVE WAY」        | 尾崎豊    | 尾崎豊     | 尾崎豊、星勝、クリストファー・カレル | 5:46 |
| 2.                     | 「COLD JAIL NIGHT」 | 尾崎豊    | 尾崎豊     | 尾崎豊、星勝                         | 5:10 |
| 合計時間:              | 合計時間:           | 合計時間: | 10:56      |                                      |      |

## スタッフ・クレジット

### 参加ミュージシャン
- エディ・マルティネス（英語版） - エレクトリック・ギター
- ケビン・マロニー - ドラムス、ベース、キーボード、パーカッションプログラミング
- 大谷哲範 - キーボード
- ペッカー - パーカッション
- 木村誠 - パーカッション
- ダリル・フィネシー - コーラス
- ドリアン・ホリー（英語版） - コーラス
- アルフィー・シラス - コーラス

### スタッフ
- 尾崎豊 - プロデューサー、カバー・アート
- 須藤晃 - ディレクター
- ラリー・アレクサンダー - レコーディング、ミックス・エンジニア
- 諸鍛治辰也 - セカンド・エンジニア
- 本間郁雄 - セカンド・エンジニア
- 三好玲子 - マスタリング・エンジニア
- 田島照久（田島デザイン） - 背面カバー写真、デザイン・コラボレーション
- 鈴木幹治- エグゼクティブ・プロデューサー

## リリース履歴
| No. | 日付           | レーベル    | 規格         | 規格品番            | 最高順位 | 備考 |
| --- | -------------- | ----------- | ------------ | ------------------- | -------- | ---- |
| 1   | 1990年10月21日 | CBS・ソニー | 8センチCD CT | CSDL-3179 CSSL-3179 | 2位      |      |

## 収録アルバム
- 「LOVE WAY」
  - 『誕生』（1990年）
  - 『愛すべきものすべてに』（1996年）
- 「COLD JAIL NIGHT」
  - 『誕生』（1990年）